# Tojnica
Tojnica je potok, ki teče po zahodnem delu Ljubljanskega barja. Skupaj s strugo Lahovke tvori drenacijski splet severno od Vrhnike. V bližini Sinje Gorice se kot levi pritok izliva v Ljubljanico.
Potok je maja 2017 prizadela hujša okoljska nesreča, ko je zagorel obrat za predelavo nevarnih odpadkov podjetja Kemis, ki stoji ob bregu pri Vrhniki. Vanj se je izlila večja količina oljne gošče, ki je onesnažila vodo, dno in bregove po vsej dolžini 1,5 km od mesta požara do izliva v Ljubljanico.